# 1946 au Yukon
Chronologie du Yukon
- 1942
- 1943
- 1944
- 1945
- 1946
- 1947
- 1948
- 1949
- 1950

Cette page concerne des événements d'actualité qui se sont produits durant l'année 1946 dans le territoire canadien du Yukon.

## Politique
- Chef exécutif : George A. Jeckell
- Législature : 13e

## Événements
- Ouverture du poste frontalier d'Alcan–Beaver Creek.
- Fondation de l'aérien First Air.

## Naissances
- 27 janvier : Bea Firth (en), député territoriale de Riverdale-Sud (1982-1996) († 20 juin 2008)
- 23 juin : Maurice Byblow (en), député territoriale de Faro (1978-1985, 1989-1992) († 11 février 2020)
- 26 novembre : Judy Gingell, commissaire du Yukon.
- 4 décembre : Doug Phillips, député territoriale de Riverdale-Nord (1985-2000) et commissaire du Yukon.
- 31 décembre : Art Webster, député territoriale de Klondike (1985-1992) et maire de Dawson City (1994-1996).